# Show and Tell (álbum)
Show and Tell es el segundo álbum de estudio del cantante estadounidense Al Wilson. Fue publicado en diciembre de 1973 a través de Rocky Road Records.

## Recepción de la crítica
Un escritor no especificado de la revista Record World declaró: “La canción que da nombre al álbum es un gran éxito para Al Wilson, y el autor de la canción, Jerry Fuller, produjo el sólido nuevo álbum de Al. Los tonos melodiosos de Wilson son mejores en canciones como la funky «I'm Out to Get You» y en «What You See», otra canción con gran potencial para un sencillo”. Un escritor no especificado de la revista Billboard escribió: “El sencillo de Wilson, «Show and Tell», puede engañar al oyente haciéndole creer que es un artista 100 por ciento de venta suave. Cuando es necesario, Al se abre («Queen of the Ghetto») con los gráficos de H.B. Barnum que crean estados de ánimo de soul tanto suaves como duros. «What You See» es una melodía intermedia que cubre todas las bases del pop y el soul y muestra la excelente voz de Al”. Un escritor no especificado de la revista Cash Box declaró: “Destacado por la exitosa canción que da nombre al álbum de Al, su nuevo LP es una gran colección de funk contundente y baladas conmovedoras, suaves como la seda. «Broken Home» parece una buena continuación, pero hay una serie de cortes importantes en el álbum, entre los que destaca el increíblemente poderoso «My Song», que recuerda mucho a Billy Preston”.

## Lista de canciones
Todas las canciones escritas y compuestas por Jerry Fuller, excepto donde esta anotado. 
| Lado uno |                                           |          |  |
| N.º      | Título                                    | Duración |  |
| 1.       | «Show and Tell»                           | 3:28     |  |
| 2.       | «I'm Out to Get You»                      | 3:39     |  |
| 3.       | «Queen of the Ghetto»                     | 2:53     |  |
| 4.       | «Touch and Go»                            | 3:09     |  |
| 5.       | «My Song» (Charles Richard Cason)         | 3:43     |  |
| 6.       | «Broken Home» (Barry Mann, Stanley Styne) | 3:42     |  |

| Lado dos |                                                                |          |  |
| N.º      | Título                                                         | Duración |  |
| 1.       | «What You See» (Bradford Craig, H. B. Barnum)                  | 3:46     |  |
| 2.       | «Love Me Gentle, Love Me Blind» (Annette Fuller, Jerry Tawney) | 4:00     |  |
| 3.       | «Moonlightin'» (Barnum, J. Fuller)                             | 3:40     |  |
| 4.       | «For Cryin' Out Loud»                                          | 3:37     |  |
| 5.       | «A Song for You» (Leon Russell)                                | 5:42     |  |

## Créditos y personal
Créditos adaptados desde las notas de álbum de Show and Tell.
Personal técnico
- Jerry Fuller – productor
- Barry Rudolph – ingeniero de audio
- H. B. Barnum – arreglos
- Linda Tartlon – coordinadora

Diseño
- Laurie Huggins – directora artística, diseño
- Lamonte McLemore – fotografía
- Cisely Johnston – modelo
- Carol Augustus – modelo

## Posicionamiento

### Gráfica semanal
| Gráfica (1974)                            | Pico de posición |
| ----------------------------------------- | ---------------- |
| Estados Unidos (Billboard Top LPs & Tape) | 70               |
| Estados Unidos (Billboard Soul LPs)       | 9                |

### Gráfica de fin de año
| Gráfica (1974)                      | Pico de posición |
| ----------------------------------- | ---------------- |
| Estados Unidos (Billboard Soul LPs) | 50               |